# あべ美佳
あべ 美佳（あべ みか、1971年6月30日 - ）は、日本の脚本家、作家。旧名義は阿部 美佳。山形県尾花沢市出身。

## 人物・来歴
山形県立新庄北高等学校を卒業後に上京。文教大学国際学部卒業。郷土の方言に愛着を持っており、NHK山形放送局のローカルバラエティー番組『今夜はなまらナイト』を生み出すきっかけを作った。
2000年の夏、会社勤めの傍ら、シナリオ教室に通いだす。2002年、初めて書いた1時間もののシナリオ「沈まない骨」が、日本テレビシナリオ登龍門で優秀賞を受賞。神木隆之介主演でドラマ化される。
2006年、ふるさと山形の外国人妻問題を題材にした作品『かあちゃんが来た』（『曲がれない川』から改題）で、NHK創作テレビドラマ脚本懸賞最優秀賞受賞。同年、NHKが甲本雅裕とブイ・ティ・フェン主演でオール山形ロケ撮影により制作し、「かあちゃんが来た」というタイトルへ改題される形でドラマオンエアされる。山形の視聴率は26％、全国視聴率は10.6％であった。国際ドラマフェスティバル2009東京ドラマアウォード・ローカルドラマ賞受賞。
2014年NHK東北放送文化賞受賞。

## 作品

### 脚本

#### テレビドラマ
- 沈まない骨（2002年、日本テレビ）
- 優しさ便り『母さんの宝物』（2002年、日本テレビ）
- かあちゃんが来た（2006年、NHK）
- 高島忠夫 うつへの復讐 〜絶望からの復活〜（2007年、日本テレビ）
- 『陽炎の辻』シリーズ（2007年 - 、NHK）
  - 『陽炎の辻3』ワンセグスピンオフドラマ『プチかげ』（2009年4月 - 、全14話、NHK）
- NHK仙台放送局開局80周年記念ドラマ『お米のなみだ』（2008年9月19日放送、NHK） - 国際ドラマフェスティバル2009東京ドラマアウォードローカル・ドラマ賞受賞
- 青い文学シリーズ　夏目漱石『こころ』（2009年10月 - 、日本テレビ）
- よるドラ『いいね!光源氏くん』(2020年4月 - 、NHK)
- よるドラ『いいね！光源氏くん　し～ずん２』（2021年6月、NHK）
- 真夜中ドラマ『ホメられたい僕の妄想ごはん』（2021年7月- 、テレビ大阪・BSテレ東）
- NHK大分発地域ドラマ『君の足音に恋をした』（2022年３月、NHK）

#### ゲーム
- ゲームシナリオ『99のなみだ』（2008年発売）
- ゲームシナリオ『わくわく農園』（2015年4月 - ）

#### ラジオドラマ
- FMシアター『父さんの花笠』（2008年8月23日放送、NHK）
- 青春アドベンチャー『神南の母（ママ）の備忘録（メモワール）』（2010年12月放送、NHK）
- FMシアター『温もりの値段』（2012年4月20日放送、NHK）
- 青春アドベンチャー『やけっぱちのマリア』（2012年12月放送、NHK-FM放送）
- NHK山形なまらナイトNEOラジオドラマ『cafeあがすけ』（2013年4月 - 、月1回放送）
- FMシアター『命のバトン』（2015年7月25日放送、NHK）
- NHK FMシアター『きっと　そらへ行く』（2016年12月10日放送）
- NHK FMシアター『空振りホームラン』（2017年12月9日放送）
- FMシアター『響け、100年目の第九』（2018年12月22日放送）

#### 舞台
- 舞台 手塚治虫ドラマシアター『バイパスの夜』『角』（2012年8月）
- 舞台 『LIFT ～抱きあげたい～』(2022年10月）

#### テレビアニメ
- NHKアニメワールド 団地ともお（2013年4月 - 、NHK）
- アニメ『鬼平』（2017年1月 - 3月、テレビ東京）
- アニメ『ピアノの森』（2018年4月 - 、NHK）
- アニメ『ピアノの森　シーズン2』シリーズ構成＆脚本（2019年1月 - 、NHK）

#### 映画
- 映画『いしゃ先生』（2015年11月7日 山形県先行上映　2016年1月9日　全国上映　有楽町ヒューマントラストシネマ他）
- 映画『キッチン』（2016年　短編）※脚本＆監督

#### 漫画原作
- 『ぱいどん』（2020年2月 - 4月、講談社「モーニング」13号、20号掲載）[3]
- 『RE-TUNE あなたの人生チューニングします』（2024年３月 - ）

## 著作

### 小説・出版
- 『あなたを抱きしめてもいいですか』（2008年7月連載終了）
- 雪まんま（日本農業新聞、連載小説2010年7月 - 2011年3月）
- 『雪まんま』（NHK出版、2012年4月28日発売）
- 元栃桜・高橋光弥のどっこい人生（2010年12月25日発売）編集協力
- 『あべ美佳の読書日記』（日本農業新聞、書評連載 2011年 - ）
- 『女医・志田周子 町おこし映画顛末記』（山形新聞エッセイ連載 2013年 - ）
- 『いしゃ先生』（全国保険医団体連合会、小説連載 2013年 - ）
- 『いしゃ先生』（PHP文芸文庫2015年９月発売）
- 『晴雨計』（新潟日報　エッセイ　2016年9月 - ）
- 『あしたを乗せて』（婦人之友社　2016年9月号 - ）
- 『ICHI-JINN　いちじん』（2016年11月 - ）
- 『しあわせの黄色いバス　東京バスガール物語』（PHP文芸文庫、2018年1月11日発売）
- 『わたしが裸になる日』（2023年1月発売 ）
- 『未来からミライへ』（2023年 児童文学）
- 『三十一文字のカルテ』（2023年- 全国保険医新聞連載）

## 出演
- 今夜はなまらナイト（NHK山形放送局）
“なまらナイターズ”の一員。ほかのメンバーは、テツandトモ、白崎映美（上々颱風）、藤田千枝、柴田徹。
- NHK山形放送局地デジ推進スポット「地デジもなまらナイト」尾花沢・銀山温泉編 - ウェイバックマシン（2010年8月23日アーカイブ分）